# Српска средњовековна медицина
Српска средњовековна медицина је део 800 година дуге српске медицинеске традиције (12 до 16. век), која је постојала у оном друштвеном периоду српске историје када је њено политичко средиште било стабилно. Као препознатљива и јединствена она је зачета у манастиру Хиландару, где је основана прва српска болница 1198. или 1199, а престала да постоји након инвазије Османлија на Србију и Балкан, и пада Србије 1459. године.
Све до освајања српских земаља од стране Турака, српска медицина се развијала упоредо са европском медицином.  Турци су прекинули развој свих грана нашег културног стваралаштва, укључујући и медицину.  Српска медицина остаће на темељима француске и италијанске школе до појаве првог српског лекара Јована Апостоловића 1759. године, доктората на Берлинском универзитету (20).
У средњем веку, на просторима још из периода Константина Великог, на границама између Истока и Запада, Србија је увек била атрактивна за живот и као таква жеља и мора многих освајача. Настала на раскрсници путева, филозофија, политике, трговине, чак и светова, српска територија је много пута била мета разних војски, било као циљ или само пролаз. Све ово пратила је динамична историја, пуна брзих промена, честих ратова и страдања, епидемија, и индивидуалних патњи и масовног уништења, који су после тих освајања потом уследили. А српска медицина у таквом окружењу није могла да пронађе себе и доста је стагнирала.
Тек након стабилизације прилика и стварања стабилног политичког средишта како је то било у периоду Немањића створени су оптимални услови за културни развој и развој медицине, са Европским тековимана али и самосвојствене само српском народу. А настанак и несметани развој српске средњовековне медицине био је од пресудног значаја за духовно и физичко здравље српског народа, а тиме и за развој целокупне српске државе, њене културе и природних наука.
Слично као што су и остале гране културе, и научне мисли створене на простору Византије, тако је и српски народ био дао те традиције, али са свим сопственим обележјима, како у култури тако и у медицини. И мада је, само на први поглед, средњовековна српска медицина истоветна са византијском канонском медицином, она има и доста тога што је само за њу карактеристично и специфично. Да је српска средњовековна култура и њена медицина, била део европска културе, и да су Срби радо примали културне тековине Византије и Запада, најбоље сведочи средњовековна архитектура, књижевност, сликарство и манастирска медицина. Такву тврдњу поткрепљује и једно откриће из 1952. године, каадаа је у манастиру Хиландару Ђорђе Радојичић нашао збирку средњовековних списа, на основу којих су каснији историчари медицине могли да тврде да наша средњовековна медицина није много заостајала за оном европском.
Изучавање овог раздобља у српској историји медицине има велики значај, не само по томе што је она била дуго у употреби у нашем народу, већ и по томе што нам пружа податке за изучавање патологије болести српског народа у Средњем веку. Међутим овај период развоја српске медицине није много обрађиван у српској науци, због малог броја материјалних доказа. Најпознатији материјални докази за изучавање овог периода су: библиотеке манастира Хиландара (Хиландарски кодекс), Дечана и Пећке патријаршије, грађа за историју здравствене културе Дубровачке републике, грађа которског архива из периода Немањића, збирке рукописних књига у библиотеци Патријаршије у Београду, списи Архива САНУ, док је највећа и најстарије колекције рукописних књига Народне библиотеке, Патријаршијске библиотеке у Сремским Карловцима и библиотека фрушкогорских манастира заувек нестала или спаљена у Дугом светском рату.

## Историја
Историја српске медицине као дела културе српског народа, није скуп „мртвих чињеница“ написаних на папиру и сачуваних у материјалним збиркама, јер се медицина у Срба, од њихове сеобе непрестано развијала и преплитала са променама на Балкану и Европи које су често одређивале њену будућност и појавне облике у складу са светским историјским оквирима (укључујући ту и средњовековни период), а пре свега хришћанства као доминантне врере у Европи.
На рушевинама Византије стварала се српска немањићка царевина, која је по свом етничком саставу прелазила оквире српског народа. Идеја немањићке државе била је стварање јаке српске државе која би наследила византијско царство на Балкану. Средиште српске државе тада је било у Дукљи, па је и утицај приморја у свим сегментима, био јачи. У таквим условима, неке врсте похлепе за влашћу на Балкану, српски владари показали су дарежљивост и старање о болеснима, сиромасима и особама са инвалидитетом, које се са ове дистанце може тумачити економским богатством земље, али и дубоким верским убеђењима (страхом од страшног суда и дубокаинтерсеованости за будућност своје душе). Зато је и медицина у српској средњовековној држави била прожета јаким утицајем цркве, „која беше ставила у дужност српским владаоцима и свештенству да се стара о болесниицима али и беднима и сиромашнима“.
Зачета у знаку хришћанства, на простору западне половине бивше римске царевине, хришћанска црква са седиштем у Риму, брзо је потчинила свом духовном утицају целокупан западноевропски свет, дајући новоизграђеној култури пуно хришћанско обележје. Руковођена начелом хришћанског милосрђа, саосећања према ближњем, као и библијским примерима пружања помоћи невољнима и исцељивању болесних, свештенство је, поред теолошких погледа на медицинску науке, убрзо прешла и на практични рад, оснивање болница у манастирима и самостанима и лечењем прво монаха и манастирских радника, а касније сиромаха и осталих категорије „невољног хришћанског становништва“.
Зато можемо рећи да је најстарија медицина, која је у средњем веку била највише коришћена, верска медицина. Српска средњовековна медицина полазила је од идеје да су патолошка стања, па и инвалидност, последице злих демонских сила, које су наводно ушле у људе. 
Зако се и тумачење болесног и нормалног стања заснивало се на учењу о борби добра и зла, између демона и човека.
По свом учењу верска медицина делила се на канонску која је била заснована на учењу званичне цркве и апокрифну која је представљала синтезу различитих култова и схватања староседелачког становништва Балкана и античког света, а коју званична црква није признавала.
Вођена принципима тога историјског периода српска средњовековна медицина стварана је по угледу на византијску, у којој се моштима светитеља приписивала велика исцељска моћ, због чега су они уживали велико поштовање и имали велику драгоценост. Изграђујући и уобличавајући духовни и културни живот српског друштва, свештенство је истовремено изграђивало и уобличавало себе. Како је свим облицима друштвеног живота средњег века српска хришћанска црква давала своје обележје, тако се њен утицај и те како осећао и у медицини. Хришћанска медицина у начелу догматска у почетку је претпостављала лечење душе над лечењем тела, што је имало директне последице на развој и напредак медицине. Заговарајући превасходно куративни приступ оболелом, догматска медицина је потискивала превентивни облик медицине.

### Оснивачи српске срдњовековне медицине
Српска средњовековна медицини зачета је с почетка 12. века у првим српским културним центрима, тога периода, Студеници и манастиру Хиландару, била је канонска верска медицина званичне српске цркве заснована је на учењу хришћанства по коме је њен творац Исус Христос лечио болесне и васкрсавао мртве. Ову моћ Христос је пренео и на своје ученике говорећи им: Болесне исцељујте, губаве чистите, мртве дижите, ђавола изгоните, забадава сте добили и забадава дајите.
Историјски посматрано, српаска медицина (која данас има традицију дугу 800. година), своје дубоке корене везује за српско свештенство и сина великог жупана Стефана Немању - Растка, који се умонашио под именом Сава, и касније је проглашеног за свеца (Свети Сава).
На западним границама византијског културног круга као њен саставни део, Србија је била под великим утицајем Византије. У Цариграду у 12. веку, било је много болница. То је током боравка у престоници Византије приметио велики ренесансни човек, српски принц и монах Растко Немањић (Свети Сава 1175- 1235). Свети Саве је провео десет година у Светој Гори, међу монасима Није било ничега што тај велики човек није могао да уради. Он не само да је поседовао велико знање, смисао за практично и прагматично већ и одличне организационе способности.
Размишљајући као духовник Свети Сава је схватио суштину православног хришћанства и византијског филозофије, и део живота посветио је ходочашћу (изузетно важном периоду за његов дух и тело), поставши тако први „српски светски путник“. Као члан династије Немањића, он је постао и духовни отац Србије. Његова заслуга није се огледа само у оснивању првих српских болница и манастирске медицине у њима, већ и у здравственом просвећивању (укључујући ту и борбу протв надрилекарства) и писању најстаријих српских медицинских списа (кодекса). Са њим, Србија је достигла свој „златно доба,“ а 13. век у Србији се може назвати периодом „српске ренесансе“. Имајучи све ово у виду Теодосије (монах) га је прозвао тринаестим апостолом.

### Крај српске срдњовековне медицине
Српску средњовековну медицину која је била раме уз раме са Евеопском медицином само након три века постојања разорили су бројни и по Србију многи тешки наноси историје који су прекрили и потиснули у заборав њену вредну баштину. Наиме „златно доба Светог Саве“ није дуго трајало у Србији, јер је са османлијским освајањем прекинута свака веза Србије према Европи. Разорена и под турским јармом, док је Европа незадрживо напредовала, Србија и њен народ под Османлијским јармом ослањала на народну медицину, гатања, молитве, враџбине и искуство, све до првих ослободилачких ратова с почетка 19. века.

## Извори медицинских знања средњовековне српске медицине
Српска средњовековна медицина је по свом учењу била је слична европској медицини, али се разлика између те две медицине огледала у томе што Срби нису имали своје медицинске школе, какве су нпр. постојале у Салерну (Италија) и Монпељеу (Француска). У таквим условима српска медицинска пракса која је постојала у средњовековној Србији (према садашњим сазнањима у науци), можемо рећи да је била под утицајем и у тесној вези са вештином лечења двеју школа, латинског запада и византијског истока.
Утицај византијске школе у српској средњовековној медицинској пракси био је уочљив у помоћним медицинским наукама, а западноевропски утицај у практичним медицинским наукама. Када је реч о примени фармакологији и фитотерапији, за израду сопствених писаних текстова као што су Хиландарски медицински кодекс, лекаруше и „јатрософије“, у које је унето упознавање са лековитим својствима биљака различитог географског порекла, српска медицина их је написала под снажним утицајем говорног језика и језика медицинске науке, претежно западноевропских школа.

### Византијска медицина као примарни извор медицинских знања у Србији
Медицина средњовековне Србије нужно се мора довести у везу са медиицинским искуствима Византије, чија је традиција у лечењу била прихваћена као најефикснија на ширим просторима Балкана. Био је то историјски период у коме је Византијска култура предсваљала јединство најбољих античких вредности и хришћанске вере. Инсистирања неких историчара српске медицине, на томе да су Срби прихватили медицинска знања са Запада највероватније неодржива, пре свега што је Запад у том периоду имао развијену мрежу школовања медицинских стручњака, док је у Византија стицање медициних знања било на нивоу заната, који су изучавали они који су се овим послом бавили као лекари или послужиоци болесника. Према овим сазнањима можемо рећи да је српска медицина основна знања преузела из византијеских знања и искустава.

### Средњовековна медицина Запада и њен утицај на српску медицину
И поред великог утицаја Византије Западна медицина је и те како омогућила српској медицини да стекне значајна практична искуства, док су помоћне медицинске науке имале карактер византијске школе. Прве тековине медицине Запад стизале су у Србију за време владавине Стефана Дечанског преко лекара школованих у Италији (Салерну, Падови, Болоњи, Венецији, Ферми и Риму), потом и оних школованих у Монпељеу у Француској. Лекари са Запада, у Србију се најчешће су долазили преко Котора и Дубровника.
Да је Српска медицина преносила знања која су негована у познатим медицинским школама Салерну и Монпељеу, говори чињаница да су Хиландарски медицински кодекс, лекаруше и „јатрософија“, као главни писани извори српске средњовековне медицине и фармације: рукописани на основу два трактата салернске школе из 12. века (један о једноставним а други о сложеним лековима). Први салернски приручник (лат. Liber de simplici medicina, познатији као Circa instans), произашао је, како се у науци обично наводи, из пера Матеја Платеаријуса (Matthaeus Platearius), који је умро око 1161, док се трактат о сложеним лековима ослањао на Antidotarium извесног Николе из Салерна (из прве половине 12. века).
Посебну групу у српским медицинским кодексима чине текстови са терапијским прескрипцијама и упутствима која преносе знања салернско-монпељеске школе и у којима се позива на различите ауторе западноевропске медицине средњег века.

## Етика у српској средњовековној медицини
У српској средњовековној медицини је била присутна лекарска етика. Поштоване су Хипократове препоруке, посебно приликом посете болеснику.
У Хиландарском медицинском кодексу бр. 517 сачувана су два списа о лекарској етици. Нарочито је занимљив последњи Спис о лекарској етици, који говори не само о лекарској етици већ и о дужности лекара да сузбија надрилекарство.  
Пошто се често догађа да укућани траже помоћ за болесника од разних надрилекара, може се догодити да овакав начин лечења погорша стање болесника. То је разлог што лекар мора увек рачунати на ову могућност. Добијање оваквих обавештења је тешко, укућани готово увек покушавају да то прикрију од лекара. Због тога лекар мора да се постара, још одмах по доласку у кућу болесника и открије (нађе) лекове („Билије") које је препоручио надрилекар. То одмах мора рећи болеснику ...„Јегда видиш неку траву ... и реци јему ево што ти је ..." и опоменути га да је то разлог што му се болест погоршала.
Ова околност представља најубедљивији доказ да је аутор Хиландарског медицинског кодекса био лекар високе стручне спреме.

## Области медицине које су се развијали у средњовековној српској медицини
У Србији под управом Немањића паралелно су се развијале најмање три области медицине: дворска, градска и манастирска. Најјачи утицај на медицинско социјални живот у српској средњовековној држави имала је црква, „која беше ставила у дужност владаоцима и свештенству да се стара о беднима и сиромашнима“. Како је српска медицина у Средњем веку полазила од идеје да су патолошка стања, па и инвалидност, последице злих демонских сила, које су наводно ушле у људе, не чуди што су сви облици медицине у том периоду, само на моменте попримали облике научне медицине.

### Дворска медицина
То је била медицина која се упражњавала на српском двору, од лекара који су једно време били у служби српских велможа. Међу познатијим лекарима били су:
- Магистар Егидиус (лични лекар Стефана Уроша III Дечанског, 1326),
- Магистар Антоније из Монтефлореа (лат. Magistar Antonius phisicus solariatus domini regis), лични лекар краља Душана,
- Магистар Јакоб (лат. Magister Jacobus de protohonotarius miles medicine doctor) лекар из Месине. Он је боравио у Србији од 1437–1439. на позив деспота Ђурђа
- У вемену од 1429—1439. као лекар у служби деспота је и Ангело Муадо (лат. Angelo Muado phisis Georgii Volfi).[21]
- Магистар Јероним (Hijeronimus Меdicus), син магистра Johanesa Sancto–Miniatоа. Његов брат Jakobus је после његове смрти дошао у Србију да преузме братовљеву заоставштину.
- Андронико Грк (Andronico Grigo), највероватније емигрант из Византије, који је завршио једну од италијанских школа, умро је негде у Босни.

### Градска медицина
Градска медицина се упражњавала у средњовековним градовима и њиховим градским болницама. Она је повремено попримала облике научне медицине. Већи део ове медицине упражњавали су лекари емпирци, самоуци, прави народни лекари у српској средњовековној традицији. По свом учењу градска медицина делила се на канонску која је била заснована на учењу званичне цркве и апокрифну и емпиријску, засновану на богатом искуству стеченом посматрањем и представљала је синтезу различитих култова и схватања староседелачког становништва Балкана и античког света, коју званична црква није признавала. У преношењу знања тадашње европске медицине велику улогу умали су и лекари италијанског порекла који су живели и радили у неким градовима Србије, посебно у Котору.
По питању лекара у средњовековној српској медицини стање је било слично као и у другим земљама Европе у том периоду. О српским лекарима из тог периода има мало података. У дубровачким званичним књигама као Срби лекари помињу се: Првослав (1298), Менче из Бара (1330), Милчин из Призрена (који се помиње у новембру 1349. године), потом неки Оберко, иначе стручњак за киле, који је у дубровачкој канцеларији 1382. године склопио уговор с Влахом Стојиславом Поповићем за хонорар од шездесет перпера.
У средњовековној Србији, најчешће у саставу болница постојале су и апотеке, углавном у приморским градовима, где су службу апотекара, нпр. у Дубровнику и Котору, обављали најчешће странци, придошлице са Апенинског полуострва.

Осим лекара који су завршили медицинске школе, овим послом бавио се далеко већи број самоуких лекара. Поред „видара“ и „ранара“ и „калојана“ (или калојатара – „добрих лекара“; јер су долазили из Епира), било је и тзв. „бербера“ (који су уз свој посао, били вични и бављењу хирургијо, пуштању крви, вађењу зуба итд).
| „ | Посебан облик народних лекара били су људи обучени за „шароњање“. Име долази од посебно облика сечива/тестере који се зове „шара“ (отуда шароњање) којом се обављала трепанација главе. Колико је то било одомаћено нарочито у брдским деловима Црне Горе, у Кучима и Северној Албанији, доказ је да су записана и имена чувених шароњара, који су обављали тај чин као начин лечења неизлечивих главобоља. | ” |

Не треба занемарити ни постојање гатара и врачара, које су без обзира на развој научне медицине и данас задржале своје место у градској медицини и до данашњих дана.

### Манастирска медицина
Манастирска медицина спроводила се у српским манастирима и њиховим болницама и школама. Иако није у техничком погледу била дорасла изазовима лечења она је максимално користила хришћанско човекољубље као основу своје делатности, што ће у наступајућим вековима помоћи медицини да постане једна од вештина која је помагала човеку не само у физичком превазилажењу проблема болести, него је у болеснику стварала осећај сигурности и припадања заједници.
Син великог жупана Стефана Немање - Растко, који се умонашио под именом Сава, а касније проглашен за свеца (Свети Сава). дао је значајан замах развоју манстирске медицине. Он не само да је имао смисла за практично и прагматично, већ је поседовао и одличне организационе способности. Свети Сава је је током боравка у Константинопољу 1198. године посетио је византијског цара Алексија III и Порфирну палату са породилиштем и болницу при манастиру Свете Богородице Евергетиде, 
и након стечених искустава и знања, а по угледу на ову болницу, основао прву и најстарију болницу у Срба, болницу у Хиландару 1199. године. Болница која је у почетку имала 8 постеља. била је примарно намењена за лечње оболелих калуђера и манастирских послужитеља.
Манастир Хиландар и болница у њему сматрају се и најстаријим школом за стицање медицинских знања и вештина. У њој је 1200. године је Сава написао Типик Болнице, такође по угледу на Типик цариградске болнице. У глави 40. Хиландарског типика „О болници и работајушћех болем“, био је детаљно регулисан рад болнице. Болница је имала послугу, грејана је а болесни су имали бољу храну. Лекови су справљани од лековитих биљака сакупљаних у околини манастира, или гајених у манастирској башти од семена које је Сава донео са својих путовања по Блиском истоку. Скоро сви српски краљеви великодушно су помагали болницу у Хиландару, а највише су то чинили краљ Милутин, цар Душан и кнез Лазар. За време боравка у Хиландару са царицом Јеленом и сином Урошем, 1346. године, цар Душан је наредио да се болници у Хиландару сваке године даје по 200 венецијанских перпера, како би болница била проширена са 8 на 12 постеља и поклонио јој је чамац за излов рибе. (15. априла 1406. у повељи деспотице Маре Бранковић о манастиру Хиландару говори се и о смештају губаваца у манастирској болници).
Манастирске болнице су углавном биле интерног облика и нису виђене као опште болнице или прихватилишта за лепрозне или хендикепиране, који се у средњовековном документима обично називају „хромци и слепци“. За такве намене подизана је друга врста прихватилишта, која се могла налазити близу већих манастира или градских и привредних центара, где је становништво било релативно густо насељено. Познато прихватиште за негу лепрозних подигао је недалеко од своје задужбине манастира Дечани, краљ Стефан Дечански (1321–1331). Деспот Стефан Лазаревић (1389–1427) је издашно помагао лепрозне, док је у XV веку био познат и лепрозоријум у близини рударског центра Сребрнице. У Котору се крајем средњег века такође налазило једно уточиште за лепрозне и забележено је постојање више болница и прихватилишта, као што су Хоспитал Св. Крста или Хоспитал Св. Духа. Оваква склоништа за болесне била су такође снабдевена лековима и мелемима, које књижевно на-дахнути Цамблак назива „мирисна мира ради хлађења огња који се диже“ у телима лепрозних.
Манастир Хиландар и његова болница уједно се сматрају и најстаријим школом за стицање медицинских знања и вештина у Срба.
Као оштар противник надрилекарства, Сава је све више јачао и улогу државе на очувању и унапређењу здравља,па је тако његовим залагањем настао већи број прописа који су ограничавали употребу магијских ритуала и враџбина у лечењу становништва.
Године 1208. или 1209. по угледу на болницу при манастиру Св. Богородице Евергетиде у Цариграду и болнице у Хиландару, Свети Сава
је основао је прву болницу на тлу Србије, у манастиру Студеница. Болница је била намењена лечењу манастирских монаха а вероватно и радника ангажованих на изградњи манастирске цркве и конака, а по неким изворима и лечењу сељака ангажовани на манастирским имањима. Болница се налазила на јужнојстрани Богородичине цркве и конака и у свом саставу имала је и башту за гајење лековитих биљака. Била је то прва болница на тлу Србије. Болница се састојала од једне, а према потреби и 2 собе у
конацима. Биран из редова монаха, болницом је руководио управник, који је био је емпирик, отресит, искусан и писмен монах, који је добро познавао лековите трава и евентуално грчки језик што је било пожељно.
Болнице су потом, оснивали Стефан III Урош Немањић у Дечанима између 1327 и 1335. године, цар Душан у манастиру Св. Арханђел код Призрена 1342. године (која је имала двадесет постеља), Кнез Лазар у Раваници 1381. године, цар Душан у Котору 1350. године, а деспот Стефан Лазаревић у Београду око 1390. године. Болнице се подижу и ван граница средњовековне Србије, осим у Хиландару, краљ Милутин је основао две болнице: у Продромовом манастиру у Цариграду 1308. године и у манастиру Св. Арханђела у Јерусалиму 1315 године.
Пре неколико година, приликом археолошких ископавања на локалитету манастира Светог Георгија у Дабру, касније познатог као манастир Ораховица у Мажићима, смештеног на левој обали Лима, откривена је манастирска болница. Реч је о манастиру који је већ почетком 13. века био угледно и важно монашко средиште српске државе, а касније је имао бурну историју, па је 1732. године био сасвим порушен.
За време владавине Стефана Дечанског у Србију почињу да долазе први лекари школовани у Италији (Салерну, Падови, Болоњи, Венецији, Ферми и Риму), потом и они школовани у Монпељеу у Француској. Лекари са Запада, најчешће су долазили преко Котора и Дубровника, градовима који су у том периоду одржавали интензивне трговачке везе са градовима Италије. Од 14. до 16. века у Србију је повремено долазило или у њој стално радило најмање 49 страних лекара и 26 апотекара, међу којима је било и оних који су до краја живота остали у Србији. Тако је на простору Србије у 14. веку било 15, у 15. веку 30 а у 16. веку 14 лекара. 
| „ | Тако се у члану 20. и 109. Душановог законика врло јасно наглашава да се предвиђају строге казне против оних који се баве враџбинама...јер се медицина у средњовековној Србија базирала на научним изворима. | ” |

Доласком страних лекара у Србију, од времена краља Стефана Дечанског, поступно је започео процес слабљења утицаја византијске медицине и све већи раст утицаја западне медицине на српску медицину. Овом трансформацијом српска медицина у 14. и 15. века, она се више није значајније разликовала од италијанске и француске медицине. То је било јако важно, имајући у виду да је византијска медицина почела све више заостајати за Западном Европом због лошијег начина образовања у њиховим медицинским школама. У византијским медицинским школама настава је била организоване као учење заната, уз рад у болници са својим професором, тако да су ученици били само „боље или лошије копије својих учитеља“.
За разлику од византијских школа новоосноване медицинске школе на Западу Европе биле су праве образовне установе у којима је рад био организован на савременији начин са бројним медицинским предметима.
| „ | Тако се у члану 20. и 109. Душановог законика врлом јасно наглашава да се предвиђају строге казне против оних који се баве враџбинама...јер се медицина у средњовековној Србији базирала на научним изворима. | ” |

У том периоду само је хирургија у Србији, осим у српском приморју, заостајала у начину збрињавања болесника, јер се углавном сводила се на пуштање крви и лечење рана. На то су највероватније утицали медицински приручници сачињени махом од прерађених списа античке и арапске медицине, које су избегавале хируршке интервенције и патолошка стања у организму тумачиле као поремећаје настале у равнотежи сокова.

### Српско средњовековно медицинско издаваштво
У средњовековном периоду зачети су и први покушаји писања медицинских књига, тзв. лекаруша (чији аутори су и до данас непознати). Изворни текстови које су у почетку представљале материјал за постојање практичних лекаруша, најчешће су били текстови византијског лекара Теофана Нососа (лични лекар Константина Порфирогенита (905–958): који је у 10. веку саставио читаву енциклопедију свеукупног тадашњег медицинског знања.
Анализа српских лекаруша показује да су оне у свој садржај унеле трагове разних традиција и система: од старе словенске традиције поступака исцељивања, преко хипократизма, римске, византијске и арапске медицине, до западне средњовековне (посебно салернитанске) надградње. У различитие лекаруше унети су подаци о прилагођавању фармакопеја (тј. утицајима турске и арапске медицине), али и утицајима европских фармакотерапијских схватања. Бројне измене настале током њиховог преписивања чиниле су да се оригиналност изворног преписа постепено губила.
Лекаруше су са становишта историчара медицине и епидемиолога значајан извор информација за патологији и болестима средњовековних српских етничких простора. Из лекаруша сазнајемо и о распрострањеност медицинских термина, бројне података за проучавање социјалних, хигијенских и хуманитарних прилика на српским просторима у том периоду.
Средњовековне и ранонововековне лекаруше откривају се као свет у којем се сјединила српска медицина, религија и књижевност. Негујући у њима и „полифункционалну“ средњовековну српску писану реч, међу њима су и споменици који су писани српскословенским језиком са много елемената српског народног језика, са тла јужне Србије. Од непроцењиве важности је да су најзначајнији примерци велике колекције српских медицинских списа писани на народном језику, и да слични не постоје ни код других словенских народа чије је писмо ћирилица, као ни код већине европских народа са богатијом традицијом од наше, имајући у видуна да је у време њихових настанка већина медицинских списа била на латинском језику.
Временом најпопуларније лекаруше све више су испуњаване медицинским информацијама из српске традииционалне или народне медицине које су записивали калуђери. У лекарушама, није уношен само састав лекова и начине њихове припреме, већ и обиље практичних савета за негу болесника и упутстава за успешно лечење. Медицински текстови који су између 12. и 15. века превођени на српски језик, препоручивали су лекару:
| „ | ...да прво разговара с пацијентом, али и да буде пажљив према њему и његовим ближњима. Важно је да пре прегледа из болесникових уста чује о његовим животним навикама, исхрани, спавању, простору у коме живи, колико и како ради, да ли је већ узимао неке лекове. Буди весео и прибран, поручује се лекару, не буди похлепан на награду, немој пожудно гледати болесникову жену или кћер. Доктор треба да упозна природу свог пацијента, да обрати пажњу и на то да ли често мокри, повраћа ли често, да ли му је лице бледо или боје олова, је ли му нос оштар или зашиљен. Тек онда је време да се упозна с оним што је унутра, оним што куцка, пулсира, тече, струји, покреће људски организам. | ” |

Како су многе лекаруше, временом почели да пишу и народни лекари, оне данас представљају писану документацију о њиховим дометима у лекарској пракси. 
| „ | Неретко у лекарушама се може наићи и тврдња „...probatum est“ што значи да је искуствено потврђена делотворност примењеног лека. Са друге стране наилази се и да неки лек није делотворан те се побија његова лековитост. | ” |

### Јавно здравље
У Дубровачкој републици виђенији људи су водили рачуна о јавном здравству јер су поред разних хоспитала (нпр. „Domus Christi“ основаног 1347, који је у свом саставу је имао и апотеку) оснивали и посебне апотеке.
Највећа и најстрашнија епидмија куге која је избила је у 14. веку, однела је 50 милиона живота, тако да се становништво старог света смањило на четвртину. Наравно куга је однела у смрт и многе умове тога периода, што је утицало на даљи развој науке, медицине и културе уопште.
У време епидеемије куге у Дубровнику је основана служба за изношење мртвих из града (звана „кацаморти“), која је највише радила током епидемије куге али и током епидемије других преносивих болести (нпр лепре). Тада су настали и тзв. карантини, или лепросариуми (у време епидемије лепре) који су и данас обавезани при свим епидемијама у свету. Они су били производ управитеља из реда дубровачке владајуће властеле.
Поред тога у Дубровнику је постојао и лазарет. Пошто је Дубровник био важан лучки град, у његове луке су се сливали путници из свих делова света, носећи са собом и бројне заразе. Велико веће Дубровачке републике 27. јула 1377. године донело је одлуку, којом је први пут на свету уведен лазарет (изолатор), као мера заштите од уношења и ширења инфективних болести, нарочито куге и лепре.
У време епидемије лепре која је владал у Србији у 14. веку, српски владар Стеван Урош Дечански је 1330. године изградио посебну болницу за изоловање и лечење лепрозних болесника, у непосредној близини манастира Дечани.